# Bathypterois andriashevi
Bathypterois andriashevi är en fiskart som beskrevs av Sulak och Shcherbachev, 1988. Bathypterois andriashevi ingår i släktet Bathypterois och familjen Ipnopidae. Inga underarter finns listade.